# 团茶
团饼茶又称团茶、饼茶、片茶，是指唐朝、宋朝时的团状或饼状茶叶。茶叶经蒸汽蒸、搗碎、压制、烘干後就能形成团茶。唐代的顾渚贡茶、宋代的北苑贡茶都是专门用于进贡皇室的饼茶。团饼茶形状有方有圆，大小不一。唐代饼茶表面无纹饰或图纹简单，而宋代饼茶表面有複雜的龙凤纹饰。各种进贡的大小龙凤饼茶都有茶名，如万寿龙芽、无疆寿比、瑞云翔龙、长寿玉圭、太平嘉瑞等。宋朝朝廷經常把團茶賞賜給大臣。明朝朱元璋于洪武二十四年（1391年）頒發了废团茶的詔令后，团饼茶生产逐步沒落。中華人民共和國成立後一度幾乎不再生產。